# Равеса Ллеші
Равеса Ллеші (Ravesa Lleshi; нар.1 червня 1976 року) — постійний представник Албанії при Офісі ООН в Женеві в 2018 році.

## Життєпис
Ллеші народилася в 1976 році  і закінчила в Нідерландах Тілбурзький університет, магістр міжнародного та європейського публічного права. Вона вільно володіє англійською та голландською мовами. 
З 2010 по 2014 рік вона перебувала в Тирані, де читала лекції в закладі, запропонованому Університетом Нью-Йорка в Тирані. 
Вона перебувала в Австрії з березня 2016 року, коли очолювала місію своєї країни в Організації з безпеки та співробітництва в Європі до січня 2018 року, коли стала радником міністра закордонних справ. 
У 2018 році вона стала постійним представником Албанії при Офісі ООН в Женеві.  Ллеші також відповідає за представництво своєї країни у Всесвітній організації інтелектуальної власності, наприклад, у 2019 році вона однією з перших підписала міжнародну угоду, яка забезпечить захист регіональних продуктів, таких як чай Дарджилінг. 